# Tarasa Șevcenka, Berîslav
Tarasa Șevcenka (în ucraineană Тараса Шевченка) este un sat în comuna Rakivka din raionul Berîslav, regiunea Herson, Ucraina.

## Demografie
Componența lingvistică a localității Tarasa Șevcenka
     Ucraineană (94,69%)
     Română (2,92%)
     Rusă (2,39%)
Conform recensământului din 2001, majoritatea populației localității Tarasa Șevcenka era vorbitoare de ucraineană (94,69%), existând în minoritate și vorbitori de română (2,92%) și rusă (2,39%).